# Homoneura dentifera
Homoneura dentifera är en tvåvingeart som beskrevs av Malloch 1929. Homoneura dentifera ingår i släktet Homoneura och familjen lövflugor. Inga underarter finns listade i Catalogue of Life.